# Hoevelakense Beek
Le Hoevelakense Beek est un ruisseau néerlandais des provinces de Gueldre et d'Utrecht.
La source principale du ruisseau est située près de Voorthuizen dans la zone naturelle de Grijzeveen. Il reçoit un affluent, le Bellemanbeek, entre Terschuur et Hoevelaken. Au sud de Hoevelaken, le Hoevelakense Beek se jette dans le Barneveldse Beek.